# Dodmore Cotton
Sir Dodmore Cotton (* 1600 in Hastings of Landwade; † 23. Juli 1628 in Qazvin) war ein britischer Diplomat.

## Leben
Dodmore Cotton war ein Sohn von Elizabeth Dormer und Sir Robert Cotton. Dodmore Cotton wurde von Karl I. beauftragt, festzustellen, ob es sich bei Robert Shirley um einen Pferdehändler, Militärberater und Botschafter im Auftrag des persischen Schahs handelt oder um einen Agenten der britischen Ostindien-Kompanie, der bei Bedarf allerlei Akkreditierungsbriefe vorwies.
Shirley berichtete, dass seine Frau und er 1613 von Britisch-Indien über Kandahar nach Isfahan reisten. Dort will er von Abbas I. mit einer Mission nach Europa betraut worden sein. Von 1615 bis 1620 versuchte er am Real Sitio de San Lorenzo de El Escorial Philipp III. für ein Bündnis gegen das osmanische Reich zu überzeugen.
1623 reiste Shirley nach London und fungierte dort, wie bereits 1608, als persischer Botschafter.
1625 entsandte Abbas I. eine von Nogdi-Ali-Beg, Naqd Ali Beg, Naqdi Beg geleitete Gesandtschaft nach London. Der Gesandtschaft gehörte der Seidenhändler Khajah Shahsavar an, der 50 Seidenballen mit sich führte. Die britische Ostindien-Kompanie suchte nach Kontrolle über den Waren-, Personen- und Nachrichtenverkehr nach Britisch-Indien. Nach den Statuten der Kompanie transportierten die Schiffe nur Eigentum der Kompanie. Nach der Rechtsauffassung der EIC übereignete ihr Khajah Shahsavar diese, als er seine Seidenballen auf ein Schiff der EIC laden ließ.
1626 wurde Dodmore Cotton zum Ritter geschlagen.
Bei einer Audienz bei Jakob I. 1626 erschien Nogdi-Ali-Beg Naqd Ali Beg, behauptete, bei Sherleys Akkreditierungsschreiben handle es sich um eine Fälschung, schlug auf Shirley ein, entriss ihm das Schreiben, zerriss es, zerknüllte es und erklärte, die Abbas-Unterschrift würde vorne außen auf dem Brief angebracht und nicht auf der Rückseite unten, wie das auf dem Shirley-Schreiben der Fall war.
Jakob I. verstarb am 27. März 1625. Sein Nachfolger Karl I. sandte Dodmore Cotton, Shirley, Nogdi-Ali-Beg Naqd Ali Beg, Thomas Herbert und Robert Stodart im Mai 1825 nach Persien, um den Fall aufzuklären und einen Handelsvertrag mit Abbas abzuschließen. Die Gruppe reiste am 16. April 1626 aus London ab.
Nogdi-Ali-Beg Naqd Ali Beg reiste mit Ausweisen des Schahs, da kein Pass- oder Schifffahrtsabkommen zwischen Persien und der britischen Ostindien-Kompanie bestand, gab es formale Gründe, die Reisedauer auf etwa zwei Jahre zu verzögern.
The journal of Robert Stodart: being an account of his experiences as a member of Sir Dodmore Cotton’s mission in Persia in 1628–29., ein Tagebuch, beginnt mit R. Stodarts Abreise aus London am 16. April 1626, unterbricht die Darstellung am 29. April 1626, setzt am 30. April 1628 wieder ein, als er schon in Persien ist, und endet am 18. Dezember 1629.
Die Gruppe reiste auf verschiedenen Schiffen. Nogdi-Ali-Beg Naqd Ali Beg verließ den Herrschaftsbereich der britischen Ostindien-Kompanie nicht mehr.
Die Delegation erreichte am 27. November 1627 Surat, wo, so die diplomatische Verlautbarung, sich Nogdi-Ali-Beg Naqd Ali Beg am 30. November 1626 mit einer Überdosis Opium das Leben nahm und in der Nähe des Grabes von Thomas Coryat beigesetzt wurde.
Herbert berichtete, noch bevor sie 1628 in Bandar Abbas anlegten, beging der Perser Selbstmord.
Die Delegation wurde auf dem Landsitz von Abbas I. in Asraf in Mazandaran freundlich empfangen.
Sir Dodmore Cotton trug vor: Der Hauptzweck seiner Sendung sei, den Schah wegen seines Erfolges gegen den gemeinsamen Feind, die Türken, zu beglückwünschen, ewiges Bündnis zu schließen, den Handel zu fördern und das Verfahren des Sir Robert Shirley gerechtfertigt zu sehen. Der Schah ergoss sich in seiner Erwiderung zuerst in einigen Ausfällen gegen die Türken und sprach den Wunsch aus, dass die christlichen Fürsten einig sein möchten, da der osmanische Sultan seine Eroberungen hauptsächlich ihrer Uneinigkeit verdanke. Dem Vorschlage eines direkten Handelsverkehrs, vorausgesetzt, dass die Engländer die alte Handelsstraße durch die Gebiete seines Feindes aufgeben wollten, gab er seine Zustimmung. In Betreff des Sir Robert Shirley erkannte er an, dass, wenn er ungerecht angeklagt worden, er Genugtuung empfangen solle.
Der persische Hof wurde nach Qazvin verlagert, wohin die britische Gesandtschaft folgte.
Mit der Recherche zum Fall Shirley wurde I'timäd ad-daula Muhammad 'Ali Beg (Premierminister Mohammed Ali Bey) betraut, welcher Shirley kannte und hasste.
Er betrieb die Untersuchung engagiert und erhielt von der Delegation das von Shirley vorgelegte Akkreditierungsschreiben.
Nach drei Tagen erschien er bei Dodmore Cotton und erklärte ihm: Der Schah habe das Schreiben untersucht, es nicht für das seinige erkannt und im Zorn verbrannt. Sir Robert habe übrigens die Erlaubnis seines Herrn, abzureisen.
Dieser diplomatisch vorgebrachten Ausweisung konnte die Leitung der Delegation nicht mehr folgen.
Am 13. Juli 1628 starb Robert Shirley, sein Tod wurde zunächst nicht bekanntgegeben und er unter der Türschwelle des Hauses, in dem er wohnte, beigesetzt, die diplomatisch verlautbarte Todesursache war Diphtherie.
Als Todesursache von Dodmore Cotton wurde Ruhr verlautbart und er wurde auf dem Friedhof der Armenier beigesetzt.